# 鬼丸町

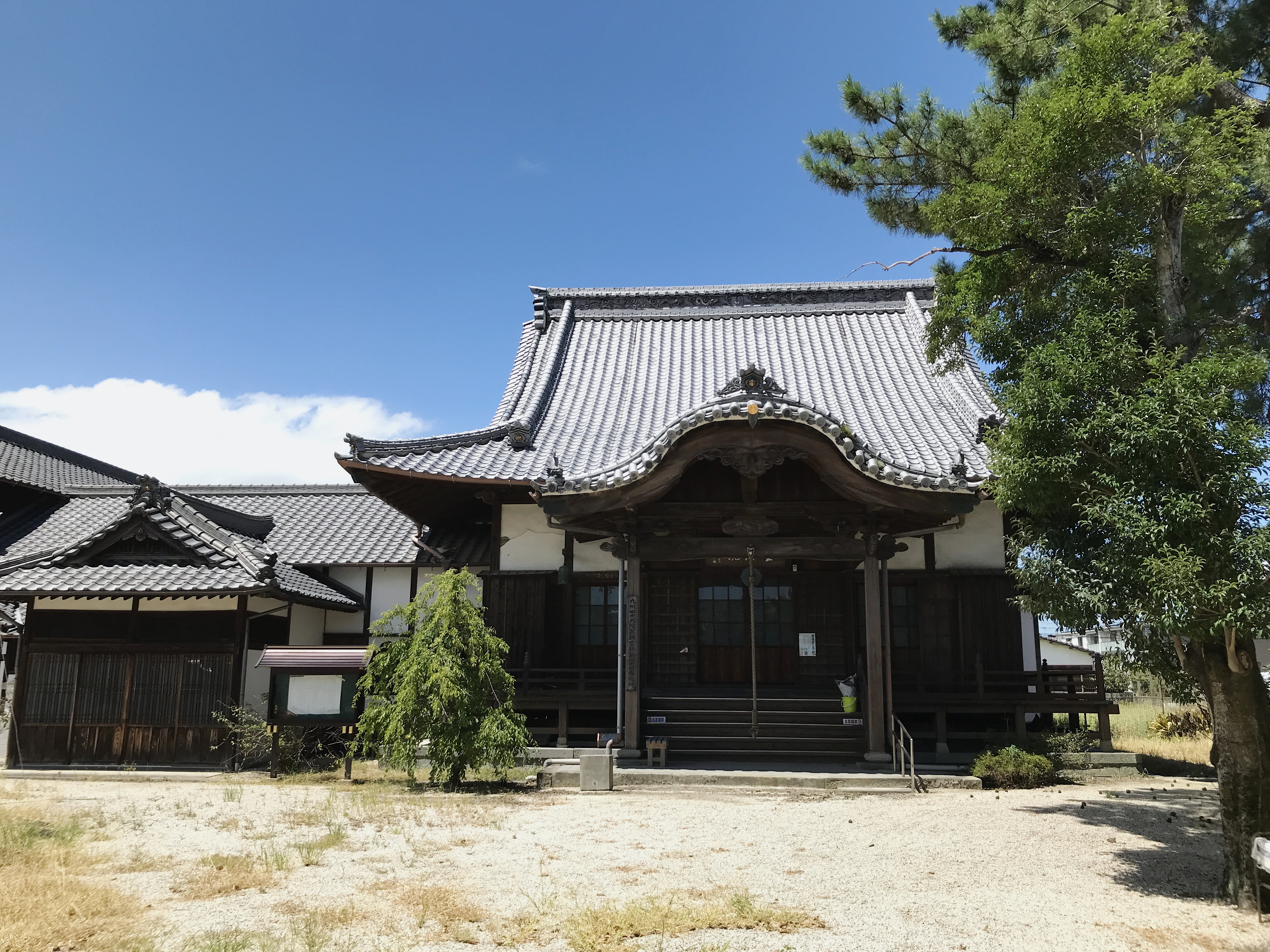
寶琳院（宝琳院）

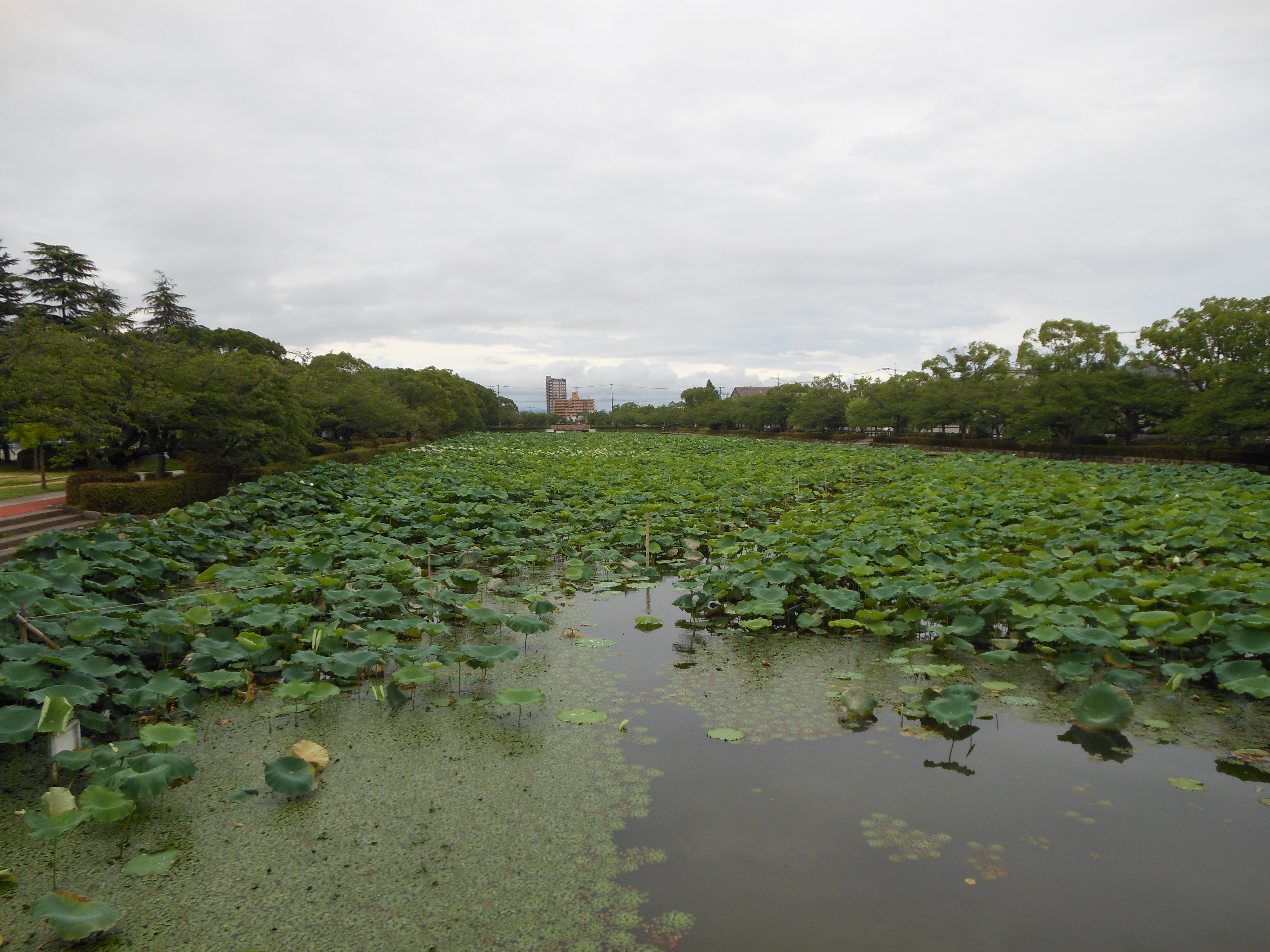
佐賀城公園のうち佐賀城南濠端（写真右側）は鬼丸町。

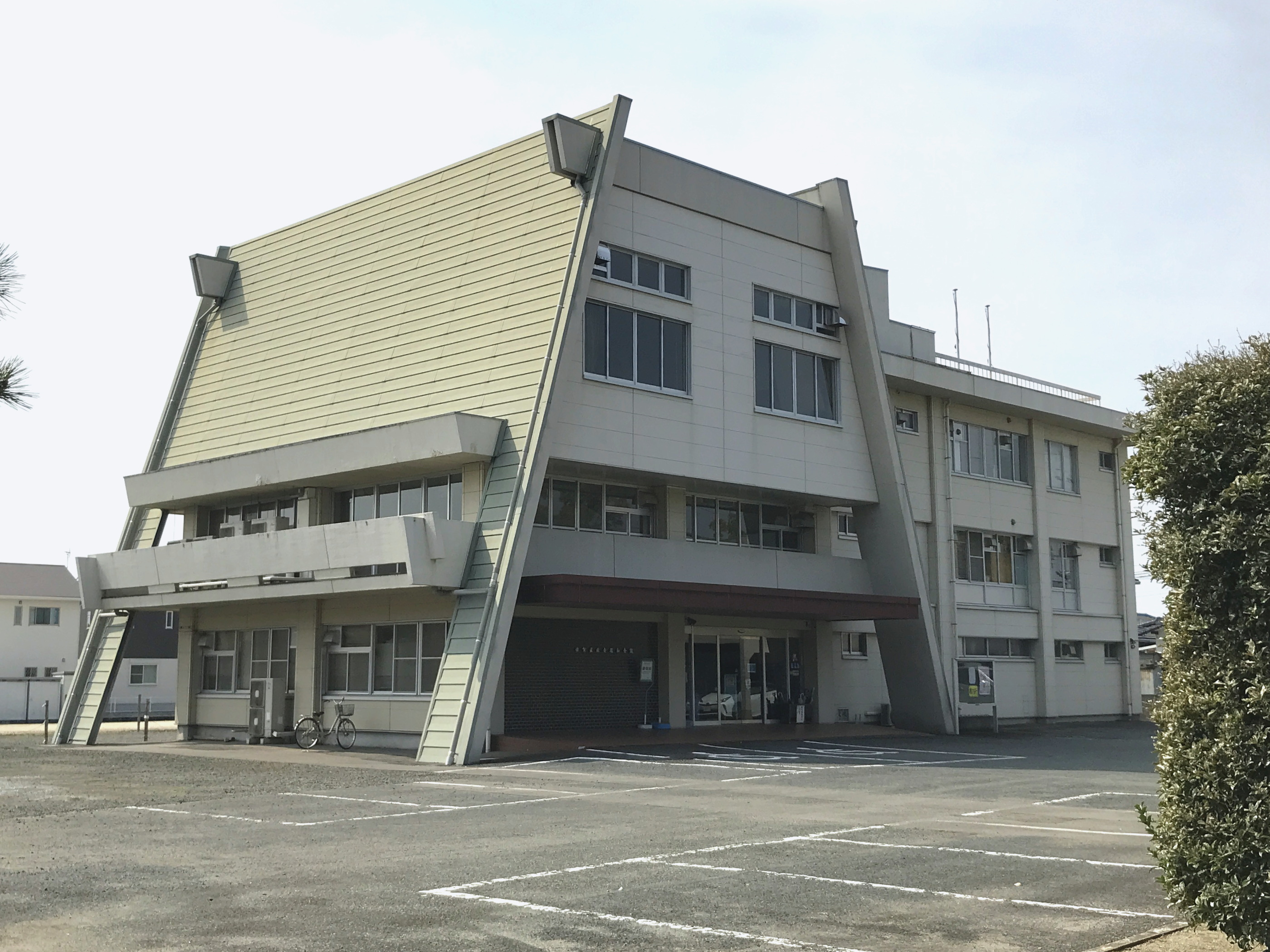
旧佐賀県社会福祉会館

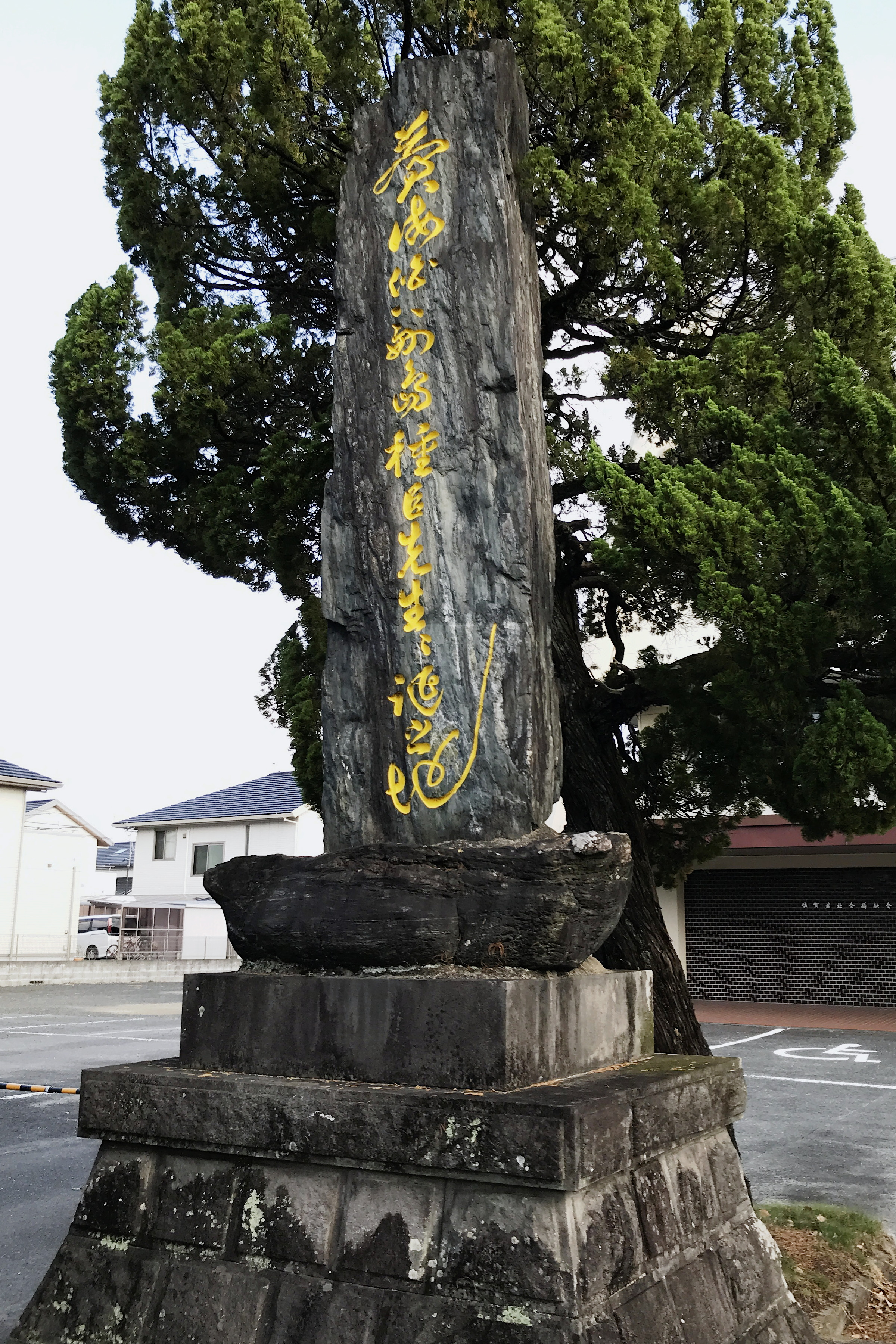
副島種臣誕生地の石碑

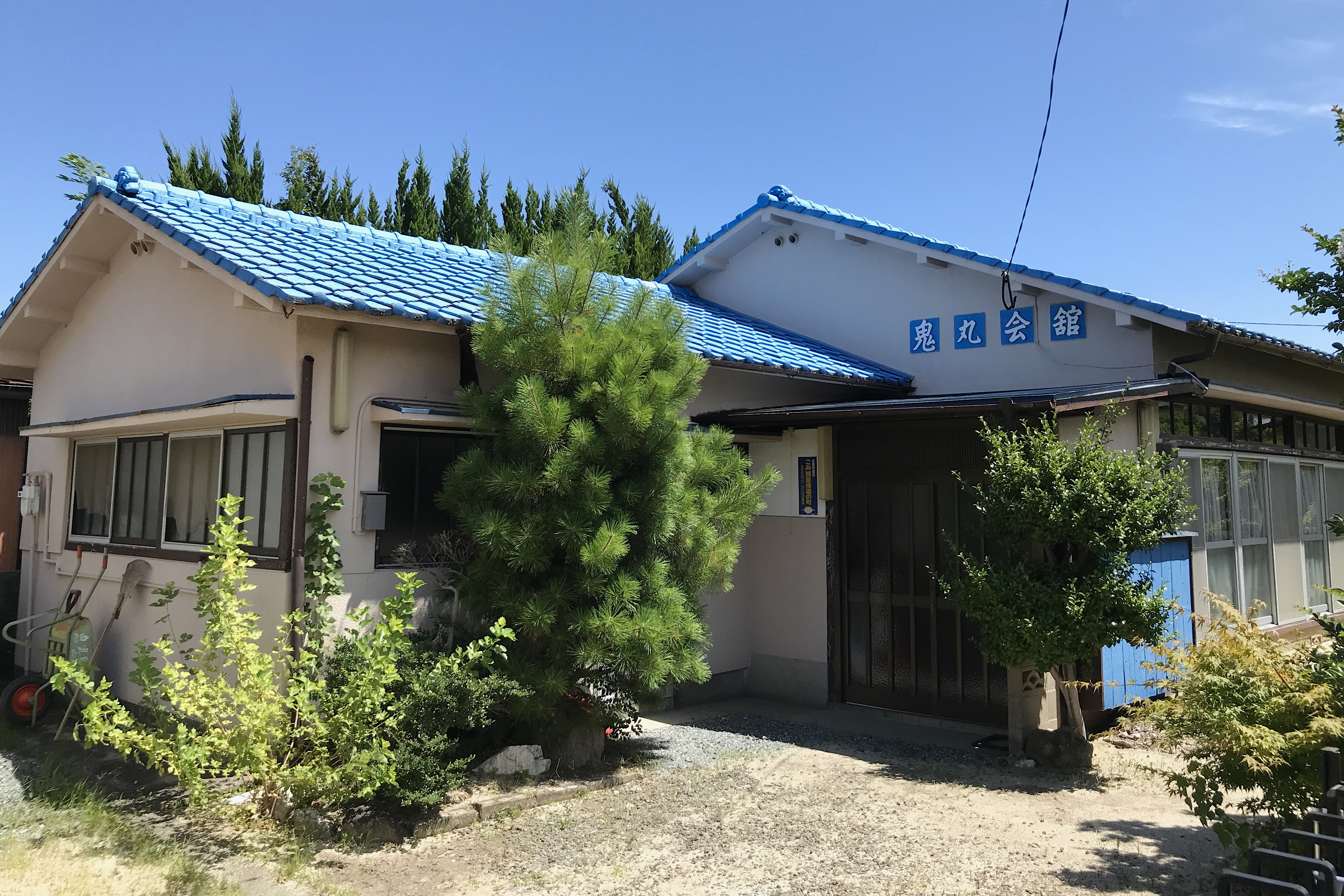
鬼丸会館（公民館）

鬼丸町（おにまるちょう）は、佐賀県佐賀市の地名。郵便番号は840-0021。

## 地理
鬼丸町は佐賀市中央部の地名。佐賀城の南堀南部、市道城南末次線と県道東与賀佐賀線に挟まれた地区の北中部に位置し、江戸時代には鬼丸小路の通称名があった。東から時計回りに中の館町、本庄町袋、本庄町本庄、赤松町、城内に接する。佐賀県社会福祉会館、佐賀城内郵便局、佐賀大学前郵便局などが点在するほかはほぼ全域が住宅地となっている。また、龍造寺隆信出家の地であり、佐賀の乱でも佐賀軍の本拠の一つとなった寶琳院が南部にある。
明治維新で活躍し、外務卿や内務大臣をつとめた副島種臣は現在は鬼丸町に含まれる堀端南小路で生まれた。生家は取り壊されているが生誕碑が佐賀県社会福祉会館の敷地内に建立されている。
面積は約0.22km2。平成27年住民基本台帳による世帯数は672世帯。人口は男性723人・女性860人の合計1583人。

## 歴史
鬼丸小路は佐賀城下の武家屋敷地で、南堀の外側に位置する。堀端南小路の南端より南に向かい、本庄東分村に接してさらに西に続く。承応3年（1654年）佐賀城廻之図絵によると佐賀本藩だけでなく支藩の小城藩や蓮池藩の藩士が多数居住していた。弘化2年（1845年）の『弘化二巳総着到』（鍋島報效会所蔵の佐賀藩士名簿）によると居住する武士は52名で総石高は2,266石、平均43石あまりでありこのころも下級武士が多かった。

### 観頤荘
佐賀藩3代藩主鍋島綱茂が造営した別邸とそれに伴う巨大庭園「観頤荘」は鬼丸町の西部と赤松町の南部とを含む東西約200ｍ、南北約400ｍ、面積約8万㎡の区域にあったと推定されている。城との往来が船で行えるよう水路で直結され、庭内の池には大型船が10隻以上浮かべられる余裕があった。2代藩主光茂が設立し、佐賀藩の学問の中心であった聖堂も移設されたほか、藩政をこの別邸で見ることもあった。しかし綱茂の死後まもなく敷地の一部が家臣に下賜されるなど縮小され、聖堂も10代藩主直正により弘道館に移された。水辺の護岸の石とわずかばかりの立ち木以外に現存するものはなく、非常に短期間のうちに姿を消した理由も財政難や綱茂に対する個人的感情など諸説あるが判然としていない。

### 寶琳院
和銅4年（711年）行基建立と伝えられる。龍造寺康家が復興し、四男の澄覚が住職となり後の住職も龍造寺家の者が勤めた。龍造寺隆信は7歳で出家して寶琳院へ入り円月（圓月）と称した。

## 世帯数と人口
2022年（令和4年）1月31日現在の世帯数と人口は以下の通りである。
| 町丁   | 世帯数  | 人口    |
| ------ | ------- | ------- |
| 鬼丸町 | 692世帯 | 1,564人 |

国勢調査による2000年からの人口の推移を示す。
| 年                       | 人口  | 世帯数 |
| ------------------------ | ----- | ------ |
| 2000（平成12）年 10月1日 | 1,722 | 767    |
| 2010（平成22）年 10月1日 | 1,644 | 703    |
| 2020（令和02）年 10月1日 | 1,595 | 714    |

## 小・中学校の学区
市立小・中学校に通う場合、学区は以下の通りとなる。
| 番地 | 小学校             | 中学校             |
| ---- | ------------------ | ------------------ |
| 全域 | 佐賀市立赤松小学校 | 佐賀市立城南中学校 |

## 交通

### バス
市道城南末次線に「中の館」「鬼丸」、県道東与賀佐賀線に「佐賀大学東」の各バス停があり、佐賀市営バスの「広江・和崎線」「平松循環線」（中の館及び鬼丸）「佐賀大学・東与賀線」（佐賀大学東）が運行されている。

### 道路
- 佐賀県道260号東与賀佐賀線

## 施設
- 佐賀城内郵便局
- 佐賀大学前郵便局